# Rufusiales
Ordre
Familles de rang inférieur
- Rufusiaceae

Les Rufusiales sont un ordre d’algues rouges unicellulaires de la classe des Stylonematophyceae.

## Liste des familles
Selon AlgaeBase (7 août 2013), NCBI (7 août 2013) et World Register of Marine Species (7 août 2013) :
- famille des Rufusiaceae Zuccarello & J.A.West